# Liste der Mitglieder der Badischen Ständeversammlung 1841
Diese Liste umfasst die Mitglieder der Ständeversammlung des Großherzogtums Baden für die Sessionen des Jahres 1841 und Anfang des Jahres 1842.
Während dieser Zeit kam der 10. Badische Landtag (I. Abteilung) vom 17. April 1841 bis zum 19. Februar 1842 in 32 Sitzungen der Ersten Kammer und 46 Sitzungen der Zweiten Kammer zusammen. Am 19. Februar 1842 löste Großherzog Leopold die Ständeversammlung auf. 
Nach der Neuwahl erfolgte die Wiedereröffnung des 10. ordentlichen Landtags (II. Abteilung) am 23. Mai 1842.

## Präsidium der Ersten Kammer
Präsident: Markgraf Wilhelm von Baden

Vizepräsident: Fürst Karl Egon zu Fürstenberg

2. Vizepräsident: Staatsminister Freiherr von Berckheim

## Mitglieder der Ersten Kammer

### Prinzen des Hauses Baden
- Markgraf Wilhelm von Baden
- Markgraf Maximilian von Baden

### Standesherren
- Fürst Karl Egon zu Fürstenberg
- Fürst Karl zu Leiningen
- Fürst Erwein von der Leyen (war nie anwesend)
- Fürst Georg zu Löwenstein-Wertheim-Freudenberg (war nie anwesend)
- Fürst Karl Friedrich zu Löwenstein-Wertheim-Freudenberg (war nie anwesend)
- Fürst Karl zu Löwenstein-Wertheim-Rosenberg (war nie anwesend)
- Graf Karl Theodor zu Leiningen-Billigheim
- Graf August Clemens zu Leiningen-Neudenau

### Vertreter der katholischen Kirche
- Ignaz Anton Demeter,[2] Erzbischof von Freiburg (war nie anwesend)

### Vertreter der evangelischen Landeskirche
- Ludwig Hüffell,[2] Prälat der Evangelischen Landeskirche

### Vertreter des grundherrlichen Adels

#### Oberhalb der Murg
- Graf Peter von Hennin, Hofgerichtsrat
- Graf Karl von Kageneck
- Freiherr Christian Friedrich von Türckheim, Major a. D.
- Freiherr Friedrich von Wittenbach

#### Unterhalb der Murg
- Freiherr Karl von Adelsheim, Regierungsrat
- Freiherr August Göler von Ravensburg, Hauptmann
- Freiherr Karl von Göler, der Ältere
- Freiherr Franz von Kettner, Forstmeister

### Vertreter der Landesuniversitäten
- Ludwig Friedrich Eichrodt, Geheimer Referendär, Vertreter der Universität Heidelberg
- Friedrich von Reck, Regierungsdirektor, Vertreter der Universität Freiburg

### Vom Großherzog ernannte Mitglieder
- Staatsminister Freiherr von Berckheim
- Freiherr Karl von Stockhorn, Generalleutnant
- Freiherr Karl von Freystedt, Generalleutnant
- Anton Wolff, Staatsrat
- Freiherr Carl von Lassolaye, Generalmajor
- Friedrich Vogel, Geheimer Kriegsrat
- Freiherr August Marschall von Bieberstein, Geheimer Legationsrat
- Freiherr Wilhelm Ludwig von Gemmingen, Oberstforstrat

## Präsidium der Zweiten Kammer
Präsident: Johann Georg Duttlinger

Vizepräsidenten: Johann Baptist Bekk, Johann Baptist Bader

## Die gewählten Abgeordneten der Zweiten Kammer

### Stadtwahlbezirke
| Wahlbezirk | Bezeichnung des Wahlbezirks     | Name des Abgeordneten                |
| ---------- | ------------------------------- | ------------------------------------ |
| S1         | Wahlbezirk der Stadt Überlingen | Johann Michael Ignaz Rindenschwender |
| S2         | Wahlbezirk der Stadt Konstanz   | Friedrich Bissing                    |
| S3         | Wahlbezirk der Stadt Freiburg   | Franz Karl Ludwig Herb               |
| S3         | Wahlbezirk der Stadt Freiburg   | Friedrich Wagner                     |
| S4         | Wahlbezirk der Stadt Lahr       | Wilhelm Fingado nur 1841             |
| S4         | Wahlbezirk der Stadt Lahr       | Johannes Graumann nur 1842           |
| S4         | Wahlbezirk der Stadt Lahr       | Konrad Bernhard Ludwig Rettig        |
| S5         | Wahlbezirk der Stadt Offenburg  | Joseph Merk nur 1841                 |
| S5         | Wahlbezirk der Stadt Offenburg  | Landolin Löffler nur 1842            |
| S6         | Wahlbezirk der Stadt Rastatt    | Franz Josef Müller                   |
| S7         | Wahlbezirk der Stadt Baden      | Josef Jörger                         |
| S8         | Wahlbezirk der Stadt Karlsruhe  | Maximilian Goll                      |
| S8         | Wahlbezirk der Stadt Karlsruhe  | Friedrich Maximilian Nägele          |
| S8         | Wahlbezirk der Stadt Karlsruhe  | Adolf Schrickel                      |
| S9         | Wahlbezirk der Stadt Durlach    | Maximilian Waag                      |
| S10        | Wahlbezirk der Stadt Pforzheim  | Christian Bohm                       |
| S10        | Wahlbezirk der Stadt Pforzheim  | Wilhelm Lenz                         |
| S11        | Wahlbezirk der Stadt Bruchsal   | Gideon Weizel                        |
| S12        | Wahlbezirk der Stadt Mannheim   | Friedrich Lauer nur 1841             |
| S12        | Wahlbezirk der Stadt Mannheim   | Georg Sigmund Mohr                   |
| S12        | Wahlbezirk der Stadt Mannheim   | Ernst Ludwig Weller                  |
| S13        | Wahlbezirk der Stadt Heidelberg | Karl Ludwig Posselt                  |
| S13        | Wahlbezirk der Stadt Heidelberg | Jacob Wilhelm Speyerer nur 1841      |
| S13        | Wahlbezirk der Stadt Heidelberg | Philipp Jakob Landfried nur 1842     |
| S14        | Wahlbezirk der Stadt Wertheim   | Christian Friedrich Platz            |

### Ämterwahlbezirke
| Wahlbezirk | Bezeichnung des Wahlbezirks                                                              | Name des Abgeordneten               |
| ---------- | ---------------------------------------------------------------------------------------- | ----------------------------------- |
| A1         | Wahlbezirk der Ämter Meersburg, Salem, Pfullendorf und Überlingen                        | Johann Baptist Bekk                 |
| A2         | Wahlbezirk der Ämter Radolfzell, Blumenfeld und Konstanz                                 | Johann Baptist Bader                |
| A3         | Wahlbezirk der Ämter Stockach, Meßkirch und Engen                                        | Dominicus Vinzenz Ferreri Kuenzer   |
| A4         | Wahlbezirk der Ämter Blumberg, Stühlingen, Bonndorf, Löffingen und Neustadt              | Gerhard Adolf Aschbach              |
| A5         | Wahlbezirk der Ämter Villingen und Hüfingen                                              | Albert Moritz Willibald Schinzinger |
| A6         | Wahlbezirk der Ämter Tiengen, Jestetten, St. Blasien und Waldshut                        | Josef Zentner                       |
| A7         | Wahlbezirk der Ämter Säckingen, Laufenburg und Schönau                                   | Johann Nepomuk Malzacher            |
| A8         | Wahlbezirk der Ämter Schopfheim und Kandern                                              | Johann Michael Scheffelt            |
| A9         | Wahlbezirk des Amtes Lörrach                                                             | Johann Georg Grether                |
| A10        | Wahlbezirk des Amtes Müllheim                                                            | Nicolaus Blankenhorn-Krafft         |
| A11        | Wahlbezirk der Ämter Staufen und Heitersheim                                             | Josef Anton Martin                  |
| A12        | Wahlbezirk des Amtes Altbreisach mit zum Stadtamt Freiburg zugehörigen Landorten         | Johann Nepomuk Seramin              |
| A13        | Wahlbezirk des Landamtes Freiburg (I) und des Amtes St. Peter                            | Johann Georg Duttlinger nur 1841    |
| A13        | Wahlbezirk des Landamtes Freiburg (I) und des Amtes St. Peter                            | Johann Georg Fünfgelt nur 1842      |
| A14        | Wahlbezirk des Landamtes Freiburg (II) und der Ämter Waldkirch und Elzach                | Christian Reichenbach               |
| A15        | Wahlbezirk des Amtes Emmendingen                                                         | Karl Helbing                        |
| A16        | Wahlbezirk der Ämter Endingen und Kenzingen                                              | Josef Ignaz Peter                   |
| A17        | Wahlbezirk der Ämter Triberg, Hornberg, Wolfach und Haslach                              | Franz Xaver Litschgi                |
| A18        | Wahlbezirk des Amtes Ettenheim                                                           | Franz Gschrey                       |
| A19        | Wahlbezirk des Amtes Lahr                                                                | Daniel Völcker                      |
| A20        | Wahlbezirk des Amtes Offenburg mit Teilen des Amtes Appenweier                           | Franz Michael Knapp                 |
| A21        | Wahlbezirk der Ämter Gengenbach und Oberkirch mit Teilen des Amtes Appenweier            | Karl Hundt                          |
| A22        | Wahlbezirk der Ämter Rheinbischofsheim und Kork                                          | Anton Christ                        |
| A23        | Wahlbezirk der Ämter Achern und Bühl                                                     | Franz Josef Peter                   |
| A24        | Wahlbezirk der Ämter Ettlingen und Rastatt                                               | Philipp Ludwig Seltzam              |
| A25        | Wahlbezirk der Ämter Baden, Gernsbach und Steinbach                                      | Adolf Sander                        |
| A26        | Wahlbezirk des Landamtes Karlsruhe mit Teilen des Landamtes Bruchsal                     | Carl Baumgärtner                    |
| A27        | Wahlbezirk der Ämter Durlach und Stein                                                   | Karl Georg Hoffmann                 |
| A28        | Wahlbezirk des Amtes Pforzheim                                                           | Rudolf Deimling                     |
| A29        | Wahlbezirk des Amtes Bruchsal mit Teilen des Amtes Eppingen                              | Christof Franz Trefurt              |
| A30        | Wahlbezirk des Amtes Bretten mit Teilen des Amtes Eppingen                               | Franz Anton Regenauer               |
| A31        | Wahlbezirk der Ämter Philippsburg und Schwetzingen                                       | Johann Adam von Itzstein            |
| A32        | Wahlbezirk der Ämter Wiesloch und Neckargmünd                                            | Jakob David Greiff                  |
| A33        | Wahlbezirk des Amtes Sinsheim mit Teilen des Amtes Eppingen                              | Karl Christian Gastroph             |
| A34        | Wahlbezirk des Amtes Heidelberg                                                          | Wilhelm Helmreich                   |
| A35        | Wahlbezirk der Ämter Ladenburg und Weinheim                                              | Karl Theodor Welcker                |
| A36        | Wahlbezirk des Amtes Neckarbischofsheim mit Teilen des Amtes Mosbach (links des Neckars) | Gottlieb Friedrich Lang             |
| A37        | Wahlbezirk des Amtes Eberbach mit Teilen des Amtes Mosbach (rechts des Neckars)          | Friedrich Theodor Schaaf            |
| A38        | Wahlbezirk der Ämter Buchen und Osterburken                                              | Franz Bernhard Mördes               |
| A39        | Wahlbezirk des Amtes Boxberg                                                             | Alban Alois Leiblein                |
| A40        | Wahlbezirk der Ämter Tauberbischofsheim und Gerlachsheim                                 | Franz Michael Steinam               |
| A41        | Wahlbezirk der Ämter Wertheim und Walldürn                                               | Vollrath Vogelmann                  |

## Belege und Anmerkungen
1. ↑  Verhandlungen der Stände-Versammlung des Großherzogtums Baden.
2. 1 2 3 4 5 6 7 8  Dieser Mandatsträger ist in den amtlich veröffentlichten Abgeordnetenlisten als promovierter Akademiker ausgewiesen, d. h. dort üblicherweise mit einem vor dem Namen stehenden Doktor-Grad verzeichnet
3. 1 2  Bis 1931 hieß die Stadt Baden-Baden nur Baden.
4. ↑  Gemäß der Aufstellung des Landtagshandbuchs von Adolf Roth und Paul Thorbecke (S. 284) war Johann Nepomuk Wetzel bereits in diesem Landtag anstelle Josef Ignaz Peters Abgeordneter des Wahlkreises A16. In der Dissertation von Hans-Peter Becht ist jedoch Josef Ignaz Peter ausdrücklich als Abgeordneter des 16. Ämterwahlbezirks für 1841/42 genannt und Wetzel nur für das Jahr 1842!